# 미노시마정
미노시마정(箕島町)은 와카야마현 아리다군에 설치되었던 정이다. 현재의 아리다시의 중심부에 해당한다.

## 역사
- 1889년 4월 1일 - 정촌제 시행에 의해 7촌의 구역을 가지고 미야자키촌이 성립하였다.
- 1901년 3월 16일 - 미야자키촌이 정으로 승격・개칭해 미노시마정이 되었다.
- 1954년 9월 19일 - 야스다촌, 미야하라촌, 이토가촌과 합병해 아리다정이 성립하여, 동일 미노시마정은 폐지되었다.

## 교통

### 철도
- 일본국유철도
  - 기세이 니시선 (현 기세이 본선)

### 도로
- 국도 제42호선 (현 국도 제42호선)

## 참고문헌
- 角川日本地名大辞典 30 和歌山県